# Holotrichia setosa
Holotrichia setosa är en skalbaggsart som beskrevs av Walker 1859. Holotrichia setosa ingår i släktet Holotrichia och familjen Melolonthidae. Inga underarter finns listade i Catalogue of Life.